# John Fell
John Fell (* 5. Februar 1721 in New York City; † 15. Mai 1798 in Coldenham, New York) war ein britisch-amerikanischer Politiker, der als Delegierter aus New Jersey am Kontinentalkongress teilnahm.

## Leben
John Fell wuchs während der britischen Kolonialzeit auf und besuchte die öffentlichen Schulen von New York. Anschließend wurde er im transkontinentalen Handel sowie in der Landwirtschaft tätig. Nach seinem Umzug in das Bergen County in New Jersey wurde er dort am 30. September 1766 zum Richter am Court of Common Pleas ernannt. Diesen Posten hatte er bis zum 1. Oktober 1774 inne. Anschließend war er nach Ausbruch der amerikanischen Revolution Delegierter zu den Sitzungen des Provinzialkongresses, die zwischen Mai und August 1775 in Trenton stattfanden. Er fungierte auch als Vorsitzender des Committee of Safety im Bergen County.
Als Mitglied der revolutionären Provinzrates ab 1776 stellte er sich offen gegen die Briten, in deren Gefangenschaft er dann geriet. Vom 23. April 1777 bis Januar 1778 war er in Haft; dann wurde er freigelassen. Noch im selben Jahr wurde er für seinen Staat zu den Sitzungen des Kontinentalkongresses nach York und Philadelphia entsandt. Er blieb bis 1780 Delegierter. Danach gehörte er zwischen 1782 und 1783 dem Staatsrat von New Jersey an. Er kehrte 1793 in seine Heimatstadt New York zurück und zog etwas später nach Coldenham (heute ein Ortsteil von Montgomery), wo er die letzten Lebensjahre bei seinem Sohn John verbrachte. John Fell starb am 15. Mai 1798 und wurde auf dem Colden Cemetery beigesetzt.